# IDT
Integrated Device Technology, Inc.（IDT）は、かつて存在したアメリカの半導体企業。本社はカリフォルニア州サンノゼ。通信・コンピュータ・一般向け機器などで使用する低消費電力で高性能なアナログ-デジタル混在半導体部品の設計と製造を行っていた。主にOEM製品を扱っている。1980年、通信・コンピュータ向けのCMOS製品メーカーとして創業し、特に複数の回路間でタイミングを合わせるのに不可欠なクロック関連のマイコン開発に強みを持つ。2020年をもってルネサスエレクトロニクスに吸収合併され、「ルネサスエレクトロニクス・アメリカ」となった。

## 事業内容
通信部門は、通信用クロック、無線基地局向けのソリューション、高周波製品、デジタルロジック製品、FIFOメモリ、統合通信プロセッサ、SRAM製品、通信用半導体素子などを扱っている。主に企業、データセンター、無線業界を顧客としている。
コンピュータ部門は、タイミング製品、PCI Express 関連ソリューション、高性能サーバ用メモリインタフェース、マルチポート製品、信号完全性製品、PC向けオーディオ/ビデオ製品などを扱っている。デスクトップPC、ノートPC、サブノートPC、ストレージ、サーバなどを対象としている。
コンシューマ部門は、タイミング製品、マルチポート・メモリ、オーディオデバイス、パワーマネジメントデバイスなどを扱い、デジタルTV、スマートフォン、ゲーム機などを対象としている。

## 歴史
IDTの最初の製品は低消費電力で高性能なCMOSベースの 6116 SRAM で、1981年にリリースした。翌1982年には世界初の CMOS FIFO をリリースしている。その後も世界初のデュアルポート・メモリ、初期の組み込み用RISCプロセッサ、タイミング市場での様々な世界初の製品、世界初のフロー制御デバイスなどを製品化している。
1993年、デスクトップPC用クロックデバイス市場に参入（CV104、CV105、CV107、CV109）。その後、ノートPCも含めた次世代クロックデバイスを製品化して市場を拡大する計画を立てた。
過去には、QEDの設計したMIPSのマイクロプロセッサを製造する一方、子会社 Centaur Technology が設計した x86互換プロセッサを製造していた（IDT WinChip）。1999年9月、IDTは Centaur Technology を x86互換プロセッサの設計と共に VIA に売却した。
2000年代初め、統合マイクロプロセッサ RC32334 をリリース。これを初めとして、通信アプリケーション向けの統合プロセッサのファミリをリリースしていった。RC32334の1年後には業界初のNSE（ネットワーク・サーチ・エンジン）をリリースした。
2003年、PCクロック市場への参入を発表。PCクロック製品ファミリを新世代のパーソナルコンピュータ（デスクトップ、ノート、サーバ）向けに一新した。
2004年、ZettaCom と Internet Machines Corporation を取得することで事業を拡大し、シリアル・スイッチ市場に参入。ZettaComが従来から生産していた物理層スイッチやトラフィックマネジメント用デバイスを継続するのではなく、ZettaComを新たなシリアル・スイッチ部門とした。Internet Machines は PCI Express のライセンスを持っていたため、その買収によって素早く標準ベースのシリアル・スイッチ市場への参入を果たした。
2000年代中ごろ、インテルのCentrinoを採用したノートPC向けのワンチップ・クロックデバイスを開発。他にも PCI Express 用ジッター減衰器や高密実装のブレードサーバであらゆる通信を管理する PCI Express インターコネクトを開発している。
2009年7月、マイクロン・テクノロジと提携し、PCI Express 用ソリッドステートドライブの開発に着手。この提携で、マイクロンのフラッシュデバイスや将来の RealSSD ソリッドステートドライブ向けに最適化した PCIe ホストインタフェース付きのフラッシュコントローラを共同開発した。
IDTは他にも、アナログスイッチ、USBスイッチ、メモリインタフェース製品、温度センサ、タッチパネル関連製品などを扱っている。
2018年9月、ルネサス エレクトロニクスによる買収が発表された。

## 合併と買収
2001年、中国の半導体メーカー Newave Inc. を買収。成長の著しいアジアの半導体業界と通信市場への投資を加速した。Newave はIDTの一部門となった。
2004年4月、シリアル・スイッチおよびブリッジ用半導体を専門とするZettaComを3500万ドルで取得。これにより、インテル主導の標準ベースの Advance Switching イニシアティブに参加する数少ない通信ICサプライヤーとなった。
2005年には2件の買収を行っている。6月、Integrated Circuit Systems (ICS) を17億ドルで取得。これが後の成長の基盤となっている。10月、フリースケール・セミコンダクタのタイミング・ソリューション部門を3500万ドルで取得。これは、ICSがIDTに買収される以前から交渉を始めていたものである。
2006年7月、SigmaTelのPCオーディオ部門を8000万ドルで取得。これには、設計部門、営業部門、製造部門、ソフトウェア製品が含まれる。契約条件として、既存のSigmaTell製品の生産フローは維持する計画となった。
2008年10月、Silicon Optixの Hollywood Quality Video (HQV) というブランドや Reon 製品ラインを含むビデオ処理技術と関連する資産を取得。Silicon Optix HQV 技術チームはそのままIDTで従来からの仕事を続行することになった。
2009年4月、ネットワーク・サーチ・エンジン事業を NetLogic Microsystems (NASDAQ: NETL) へ約1億ドルで売却。
2009年6月、Leadis Technology のタッチセンサ技術資産と関連する従業員を取得。同月、PCI Express、RapidIO、VME などのシリアル・スイッチング・ブリッジ製品を拡大すべく Tundra Semiconductor を1億2080万カナダドルで取得した。
2010年にも2件の買収を行っている。1月、シリコン発振器技術で知られている Mobius Microsystems Inc. を取得。買収金額は公表されていない。4月には、かつて iWatt Corporation から分離した IKOR（高性能コンピュータ向け電圧レギュレータモジュールの製造会社）を取得。
2011年9月、IDTの Hollywood Quality Video (HQV) と Frame Rate Conversion (FRC) ビデオ処理製品ラインをクアルコムに移転することを発表。また同時に、IDT製品の多くをクアルコムの参照デザインに含める可能性を両社で探究するとした。また同月、NetLogic Microsystems を37億ドルで買収することを発表した。